# 湛快
湛快（たんかい、康和元年〈1099年〉 - 承安4年〈1174年〉）は、平安時代後期の熊野本宮大社の社僧で18代熊野別当。15代熊野別当長快の四男。歴代別当の中で最も有名な21代別当湛増は、湛快の次男。一部の民俗学者や歴史家、随筆家の間で、湛快と「たつたはらの女房」（出家して鳥居禅尼という）が結ばれ湛増を生ませたとの俗説が流布されているが、これは実証を伴わない誤りである。

## 生涯
湛快は、江戸時代に編纂された『紀伊続風土記』によると、保安年間（1120年間前半）に田辺地方に進出しそこに別宮として新熊野十二所権現神社（現闘雞神社、和歌山県田辺市）を設け、熊野別当家の庶家（分家）として田辺家を創設した。田辺地方は古くは「牟婁津」「むろのみなと」と呼ばれて、港町として繁栄した紀南地方の交通上の拠点であり、牟婁郡の政治的・経済的拠点でもあった。
保延4年（1138年）、湛快は法橋に叙せられ、本宮在庁・修理別当・権別当職などをへて、久安2年（1146年）18代熊野別当に任じられた。以後26年間の別当在職中に鳥羽・後白河両上皇の熊野御幸を20回先導している。なお、湛快は久安5年（1149年）に法眼になり法印をへて法印権大僧都に到り、熊野社を石清水八幡宮と同等の地位まで昇格させた。
鎌倉時代初期に成立したとされる元天台座主・慈円の史論書である『愚管抄』によると、平治元年（1159年）に平治の乱が起こった際、ちょうど二タガワノ宿（タノベノ宿の別名）に滞在していた熊野参詣中の平清盛らに対し鎧7領と弓矢を提供して支援し、紀北を代表する武士団・湯浅党の棟梁である湯浅宗重とともに清盛らに急いで帰京することを勧めてその勝利に貢献したことにより、その後の平氏との関係をさらに深めた。なお、この間の経緯については鎌倉時代前半に成立した『平治物語』に別の記載があるが、別当湛快のかわりにその息子湛増を別当として登場させるなど事実誤認が多いため、『平治物語』の記事の取り扱いに対しては十分に注意を払う必要があろう。
湛快別当在任中の応保2年（1162年）に、熊野山本宮領の甲斐国八代庄で庄園乱入・年貢奪取などの事件に端を発し、熊野所司らが国守藤原忠重・目代・在庁官人らを朝廷に訴える事件が起こり、最後に「伊勢大神宮・熊野権現同体説」が提示される事態にまで発展した。この結果、熊野参詣熱が増々高まっていったという。
なお、『新古今和歌集』18巻雑歌下に、歌人として有名な西行が湛快と親しい関係であったことを窺わせる夢のエピソードが記されている。
承安2年（1172年）、湛快は別当職を甥で権別当の行範（新宮別当家当主）に譲って隠居し、承安4年（1174年）に死去した（熊野速玉神社所蔵「熊野別当代々次第」)。享年76。